# Teachta Dála
Teachta Dála [ˈtʲaxt̪ə ˈd̪ɑːɫə] (Abkürzung: TD, dt. „Abgeordneter [der] Versammlung“, „Abgeordneter [des] Dáil“) ist die irische Bezeichnung und Titel für einen Abgeordneten (oder eine Abgeordnete) des Dáil Éireann, des Unterhauses des Parlaments (Oireachtas) der Republik Irland. Im Plural werden sie Teachtaí Dála genannt.
Die Bezeichnung geht auf das Jahr 1918 zurück und wurde zu dieser Zeit als Bezeichnung für die Parlamentsmitglieder (ursprünglich MP – Members of Parliament) eingeführt, die bei der Wahl im Jahr 1918 gewählt wurden. Ein Großteil dieser Abgeordneten nahm ihren (eigentlich vorgesehenen) Sitz im britischen House of Commons in Westminster nicht ein und versammelte sich stattdessen als revolutionäres Parlament in Dublin, das sie „Dáil Éireann“, „Versammlung Irlands“, nannten.
Die Initialen „TD“ werden in Irland nach dem Nachnamen des gewählten Abgeordneten notiert, sodass zum Beispiel der vormalige Taoiseach offiziell mit „Enda Kenny, TD“ bezeichnet wird. Die offizielle Bezeichnung während Debatten im Unterhaus lautet Deputy (bzw. an Teachta in irischer Sprache), also zum Beispiel „Deputy Kenny“ oder „an Teachta Ó Cionnaith“, in der Anrede „a Theachta Uí Chionnaith“.